# Cryptomeigenia triangularis
Cryptomeigenia triangularis är en tvåvingeart som beskrevs av Charles Howard Curran 1926. Cryptomeigenia triangularis ingår i släktet Cryptomeigenia och familjen parasitflugor. Inga underarter finns listade i Catalogue of Life.